# Saint-Cyr-en-Arthies
Saint-Cyr-en-Arthies è un comune francese di 231 abitanti situato nel dipartimento della Val-d'Oise nella regione dell'Île-de-France.

## Società

### Evoluzione demografica
Abitanti censiti